# The Singles (álbum de The Clash)
The Singles es un álbum recopilatorio de la banda británica The Clash. Incluye todos los sencillos lanzados por el grupo en su versión original y ordenados cronológicamente exceptuando únicamente el último, "This Is England".
Esta colección contiene la grabación real del lado A del sencillo "This Is Radio Clash". Algunas otras compilaciones como The Essential Clash y la versión remasterizada de Super Black Market Clash tiene cambiado el nombre de "Radio Clash" al de "This Is Radio Clash".

## Listado de temas
Todos compuestos por Mick Jones y Joe Strummer a menos que se indique.
1. "White Riot"  – 1:57
2. "Remote Control"  – 2:58
3. "Complete Control"  – 3:11
4. "Clash City Rockers"  – 3:46
5. "(White Man) In Hammersmith Palais"  – 3:58
6. "Tommy Gun"  – 3:13
7. "English Civil War"  – 2:34
8. "I Fought the Law"  (Sonny Curtis) – 2:38
9. "London Calling"  – 3:17
10. "Train in Vain (Stand by Me)"  – 3:06
11. "Bankrobber"  – 4:32
12. "The Call Up" (The Clash) – 5:21
13. "Hitsville UK" (The Clash) – 4:19
14. "The Magnificent Seven" (The Clash) – 4:26
15. "This Is Radio Clash" (The Clash) – 4:08
16. "Know Your Rights"  – 3:35
17. "Rock the Casbah"  (The Clash) – 3:35
18. "Should I Stay or Should I Go" (The Clash) – 3:08

## Versión de 2007
Una nueva versión de The Singles fue lanzada en junio de 2007, esta recopilación incorpora todos los sencillos lanzados por The Clash a lo largo de su carrera, sin incluir ninguno de los lados B que se habían lanzado en la compilación anterior.

## Lista de canciones
1. "London Calling" (de London Calling)
2. "Rock the Casbah" (de Combat Rock)
3. "Should I Stay or Should I Go" (de Combat Rock)
4. "I Fought the Law" (de The Clash (EE. UU.))
5. "(White Man) In Hammersmith Palais" (de The Clash (U.S.))
6. "The Magnificent Seven" (de Sandinista!)
7. "Bankrobber" (de Black Market Clash)
8. "The Call Up" (de Sandinista!)
9. "Complete Control" (de The Clash (U.S.))
10. "White Riot" (de The Clash (U.K.))
11. "Remote Control" (de The Clash (U.K.))
12. "Tommy Gun" (de Give 'Em Enough Rope)
13. "Clash City Rockers" (de The Clash (U.S.))
14. "English Civil War" (de Give 'Em Enough Rope)
15. "Hitsville UK" (de Sandinista!)
16. "Know Your Rights" (de Combat Rock)
17. "This Is England" (de Cut the Crap)
18. "This Is Radio Clash" (de This is Radio Clash)
19. "Train in Vain" (de London Calling)
20. "Groovy Times" (de The Cost of Living)